# Tahltan
I Tahltan (o Nahanni) sono un popolo amerindo, appartenente alle  First Nations del Canada. Appartengono al gruppo etno-linguistico dei locutori Athabaskani,  che vivono nel nord della Columbia Britannica, nella zona dello  Spatsizi Plateau.

## Cultura
I costumi Tahltan ed i loro mezzi di sussistenza variano ampiamente a seconda delle località dov'erano stanziati e delle condizioni climatico-ambientali.
Nella loro cultura si riteneva che non tutti gli avi fossero benigni verso il loro popolo, alcuni antenati usavano le loro conoscenze per il bene del popolo, mentre altri lo utilizzavano  a scapito di alcune persone. C'era però un eroe, di nome Raven, che si opponeva a questi antenati del male.

### Organizzazione sociale
L'organizzazione sociale dei Tahltan era fondata sul matriarcato e sulla designazione di matrimoni misti tra i principali clan.
I due clan principali del popolo Tahltan sono:  Tses' Kiya (Corvo) e CheYonne  (Lupo). Questi due clan sono ulteriormente suddivisi in quattro parti:
1. Kartchottee (Corvo)
2. Nanyiee (Lupo) -
3. Talarkoteen (Lupo)
4. Tuckclarwaydee (Lupo)

## Storia
Già 10.000 anni fa, le genti Tahltan usavano l'ossidiana del Monte Edziza per fabbricare  strumenti ed armi e per commerciare. Si tratta del più grande giacimento di ossidiana della Columbia Britannica.

## Lingua
Il tahltan appartiene alla famiglia linguistica atabaska. Alcuni linguisti considerano il Tahltan essere una lingua con 3 dialetti, divergenti ma mutualmente intellegibili (Mithun 1999). Altre scuole di pensiero (tra cui ethnologue) pensano si tratti di tre lingue diverse ma appartenenti ad un medesimo raggruppamento. 
Il numero di locutori nella prima parentesi è quello indicato da Poser (2003), il secondo quello indicato da ethnologue.com (2014):
- Tahltan  (35), (45)
- Kaska   (400), (300)
- Tagish   (2), (2)

Come si vede tutte le lingue sono in grave pericolo d'estinzione a causa della deriva linguistica verso l'inglese che porta i giovani a non imparare le lingue tradizionali.